# Grupa „Chełm”
Grupa „Chełm” – grupa Wojska Polskiego II RP, improwizowana w czasie kampanii wrześniowej 1939.
Sformowana z jednostek, które przedarły się na wschodni brzeg Wisły ze składu Armii „Łódź”, które przeszły na teren Lubelszczyzny z Armii „Modlin” i Samodzielnej Grupy Operacyjnej „Narew”, rozproszonych pododdziałów i żołnierzy oraz jednostek saperskich i Zgrupowania Mostowego. Dodatkowo dołączyły pododdziały sformowane w Ośrodkach Zapasowych lub części tych ośrodków zapasowych. Początkowo jako grupa kawalerii płk. dypl. Władysława Płonki, o kawaleryjskim rodowodzie. Z chwilą sformowania w Chełmie, od dnia 23 września i włączeniu pododdziałów i oddziałów saperów i piechoty oraz artylerii przeformowana w grupę ogólnowojskową jako Grupa „Chełm”.

## Formowanie i zmiany organizacyjne
Po walkach Kresowej Brygady Kawalerii od 4 września do 10 września w składzie Armii „Łódź”, doszło do podziału brygady w czasie marszu odwrotowego 7/8 września. W dalszych dniach doszło do dalszego rozczłonkowania brygady. Od 10 września w rejonie Otwocka dowódca brygady płk dypl. Jerzy Grobicki zbierał pozostałości oddziałów. Jako pierwsze w nocy 9/10 września pojawiły się pododdziały 1 pułku kawalerii KOP, a następnie 11 września przed południem grupa kawalerii dowodzona przez płk. dypl. Władysława Płonkę; niepełny 22 pułk ułanów z pojedynczymi szwadronami 20 pułku ułanów i 6 pułku strzelców konnych. Zebrane oddziały i pododdziały Kresowej Brygady Kawalerii przystąpiły do obrony odcinka Wisły na południe od Warszawy, stoczyły ciężkie walki z oddziałami niemieckiej 1 Dywizji Pancernej w dniach 11–13 września. Po podporzadkowaniu się dowódcy Kresowej BK, dowódcy Grupy Operacyjnej Kawalerii gen. bryg. Władysławowi Andersowi, brygada podjęła marsz w nocy 13/14 września w kierunku Garwolina i do miejsca koncentracji brygady w okolicach Łaskarzewa. Podczas nocnego marszu zagubiła drogę i nie dołączyła do Kresowej BK, część 22 pułku ułanów i dowództwo 1 pułku kawalerii KOP i jego 6 szwadron pod ogólnym dowództwem płk. dypl. Władysława Płonki. W zatorze na skrzyżowaniu pod Garwolinem grupa ta skręciła na wschód tj. na Kuflew, Mrozy, Stoczek. W grupie płk. Płonki znalazł się 22 puł. bez 3 i 4 szwadronu i 1 pkaw. KOP tylko z 6 szwadronem i większością pododdziałów pułkowych. Pododdziały te stanowiły od 14 września Grupę Kawalerii płk. Płonki. W trakcie marszu dołączały następne pododdziały powiększając jej skład liczebny. Po odpoczynku ze Stoczka grupa pojechała poprzez Mordy do Drohiczyna nad Bugiem. Podczas marszu 16 września do Grupy płk. Płonki dołączyły dywizjon 1 pułku szwoleżerów pod dowództwem rtm. Franciszka Flatau z 1, 2 i 4 szwadronami, resztki 1 dywizjonu artylerii konnej, pluton 12 pułku ułanów i jego dowódca ppłk Andrzej Kuczek. W celu poszukiwaniu brygady, grupa pomaszerowała na Kroczew i Parczew, gdzie dotarła 17 września. Po dobowym odpoczynku grupa odjechała w kierunku Chełma, który osiągnęła 19 września. W Chełmie dołączył do grupy, szwadron 3/20 p uł. Wobec nie nawiązania kontaktu z Kresową BK, płk dypl. Władysław Płonka od 20 do 23 września utworzył Grupę „Chełm”. 23 września do Chełma dotarła 25 kompania mostów kolejowych, dalej działała jako kompania piechoty

## Działania bojowe
24 września Grupa „Chełm” opuściła Chełm Lubelski i podjęła marsz przez Rejowiec do Krasnegostawu. Stoczono kilka potyczek z bojówkami komunistycznymi, następnie toczono potyczki z sowieckimi i niemieckimi patrolami i podjazdami. 24 września dołączyła do Grupy część 16 kompanii mostów kolejowych, wraz z 122 kompanią roboczą drogowo-kolejową, uzbrojone w 2 armaty ppanc, 3 ckm, 16 lkm razem utworzyły kompanię piechoty. 25 września w rejonie Rejowca do grupy dołączyły: improwizowany batalion piechoty z Ośrodka Zapasowego 3 Dywizji Piechoty Legionów ppłk. Czesława Czajkowskiego, batalion saperów z Centrum Wyszkolenia Saperów mjr. Wacława Plewako, Również 25 września do Grupy „Chełm” dołączyły również 12 i 15 kompanie mostów ciężkich, po pozbyciu się mostów działały jak zmotoryzowane kompanie piechoty. W tym czasie dołączyły do grupy jednostki, które odłączyły się od wojsk Frontu Północnego i nie skapitulowały pod Tomaszowem Lubelskim: część Kawalerii Dywizyjnej 33 Dywizji Piechoty rtm. Stanisława Kowalewskiego, część I dywizjonu 54 pułku artylerii lekkiej (dwie baterie), bateria (konno) tzw. „graniczna” Ośrodka Zapasowego Artylerii Konnej nr 2 oraz resztki 29 baterii artylerii plot. i 503 pluton plot. (oba pododdziały bez armat). Tego dnia podjęto marsz w kierunku Piasków Luterskich, na przeprawy na rzece Wieprz. 26 września rano w rejonie Trawniki, Łopiennik Nadrzeczny, Fajsławice, podczas podejścia do przepraw na Wieprzu, grupa została ostrzelana z broni maszynowej i przez moździerze i artylerię niemiecką. Kawaleria została zatrzymana, podjęto kilkugodzinną walkę ogniową. Do natarcia wprowadzono bataliony piechoty ppłk. Czesława Czajkowskiego i mjr. Wacława Plewako. Natarcie uzyskało powodzenie odrzucono zmotoryzowany oddział niemiecki zdobyto wiele broni, w tym armatę oraz zniszczono wiele samochodów. Później Grupa „Chełm” osiągnęła rejon Antoniówki, była ostrzeliwana przez dalekosiężną artylerię niemiecką. 27 września poprzez Fajsławice i Rybczewice dotarła do Żółkiewki i Turobina. Podczas marszu była ostrzeliwana przez artylerię niemiecką ogniem nękającym. W tym rejonie płk dypl. Władysław Płonka nawiązał kontakt z płk. dypl. Tadeuszem Zieleniewskim i doszło do spotkania dowódców innych grup. 26–27 września 1939 Grupa „Chełm”, a także m.in. przebijająca się aż spod Kowla Grupa „Kowel” pułkownika dyplomowanego Leona Koca, Grupa „Niemen” pułkownika Władysława Filipkowskiego z pozostałością garnizonu twierdzy w Brześciu nad Bugiem jako Grupa „Brześć” wzięły udział w zgrupowaniu w lasach wokół Krasnegostawu. Po spotkaniu podjęto decyzję o objęciu dowodzenia nad wszystkimi czterema grupami przez płk. dypl. Tadeusza Zieleniewskiego, poruszania się w miarę możliwości w „korytarzu” pomiędzy ustępującymi wojskami niemieckimi i nadchodzącymi wojskami sowieckimi. Przebiciu się na południe i południowy zachód w Karpaty, do granicy węgierskiej. Szacowana liczebność Grupy „Chełm”, to ok. 2000−2300 żołnierzy. Grupa „Chełm” po naradzie dowódców grup z płk. Zieleniewskim przegrupowała się przez Wierzbicę do Żabna. Według szacunków grupa uzbrojona była w broń strzelecką w oddziałach kawalerii i artylerii produkcji polskiej, w piechocie i saperach w broń strzelecką produkcji polskiej i niemieckiej okresu I wojny światowej (batalion piechoty i batalion saperów CWSap.). Broń produkcji francuskiej, austriackiej i niemieckiej z okresu I wojny światowej znajdowała się w kompaniach mostowych. Zespołowa broń strzelecka to ok. 10 ckm i ok. 30–40 rkm, lkm różnych wzorów. Artyleria mogła posiadać 3 haubice 100 mm i co najmniej jedną armatę 75 mm wz.1897. Broń ppanc., to 6 armat ppanc. wz.1936 i kilka kb ppanc. w kawalerii. Na postoju w rejonach Żółkiewki, Turobina i Wysokiego pozostawiono z kompanii mostowych ciężki sprzęt i część samochodów.    

### Bój o Dzwolę
28 września o 6.00 Grupa „Chełm” wyruszyła jako kolumna wschodnia (lewa) maszerując dwiema trasami w kierunku Dzwoli. Trasą wschodnią przez Turobin, Hutę Turobińską, Malinie do Goraja, maszerował batalion saperów mjr Plewaki, z 1 kompanią w straży przedniej i batalion piechoty ppłk Czajkowskiego. Trasą zachodnią przez Wysokie, Biskupie, Tarnawę, Tokary, Chrzanów jako straż przednia przemieszczała się 15 kompania mostów ciężkich, a w straży tylnej 12 kmc., trasą tą maszerowała kawaleria i artyleria. Znaczne opady deszczu unieruchomiły częściowo zmotoryzowane kolumny sowieckie i niemieckie, grupa pozostała bez styczności bojowej. Na nocleg grupa zatrzymała się w Goraju i Chrzanowie. W trakcie marszu do grupy dołączyły dwa szwadrony luzaków z Centrum Wyszkolenia Kawalerii pod dowództwem rtm. Stanisława Dymowskiego i rtm. Franciszka Koprowskiego. 29 września we wczesnych godzinach rannych Grupa „Chełm” podjęła dalszy marsz, po podejściu do rejonu wsi Dzwola ustalono, że we wsi kwateruje duża kolumna zmotoryzowana, z wieloma pojazdami. Rozwinięto się na froncie szerokości 8 km od Zofianówki do Dzwoli i Kocudzy: W centrum grupy, bataliony ppłk. Czajkowskiego i mjr. Plewaki oraz spieszony szwadron 2/22 puł. Na lewym skrzydle grupy spieszony dywizjon szwoleżerów rtm. Flatau z plutonem 12 puł. Na prawym skrzydle frontu grupy 12 i 15 kompanie mostów ciężkich, 16 i 25 kompanie mostów kolejowych i spieszone szwadrony 1/22 puł i 3/20 puł. Pozostałe pododdziały grupy w odwodzie, artyleria grupy zajęła stanowiska na północ od Dzwoli w pobliżu Krzemienia. Ok. godz. 8.30 wykonano nawałę ogniową ogniem broni strzeleckiej, a następnie przystąpiły do natarcia na wieś Dzwola oddziały centrum grupy i pododdziały z prawego skrzydła natarcia. Przeciwnikiem Grupy „Chełm” były bataliony przeciwpancerne 27 DP i 68 DP oraz część oddziału łączności VII Korpusu Armijnego. Po chwilowym zaskoczeniu bataliony niemieckie stawiły zacięty opór. Ostrzał kolumny samochodowej i Dzwoli rozpoczęła artyleria grupy. W Zofiance i Krzemieniu doszło również do walki nacierających spieszonych szwadronów z pododdziałami niemieckimi. Zofianka została opanowana przez ułanów. Około godz.10.00 tyraliera natarcia zbliżyła się do Dzwoli i Krzemienia, strona niemiecka wysłała parlamentariuszy i doszło do pertraktacji. W międzyczasie kompanie mostowe i dywizjon rtm. Flatau dokonały okrążenia Dzwoli. Strona niemiecka odmówiła wycofania się bez broni, a strona polska pozostawienia w spokoju niemieckich oddziałów i dalszego marszu na południe. Po zawieszeniu broni doszło do dalszych walk powodujących całkowite okrążenie Dzwoli i wyparcie niemieckiej obrony z Krzemienia. Ok. 12.30 parlamentarzyści niemieccy, ponowili warunki, dowództwo grupy odrzuciło je i nakazało złożyć broń oddziałom niemieckim i wycofać się. Zgodzono się jedynie na wymianę jeńców, zebranie rannych i poległych oraz transport niemieckich rannych w kierunku Janowa Lub. Ok. 15.00 lotnictwo niemieckie zrzuciło zaopatrzenie dla niemieckiej obrony w Dzwoli, a samoloty myśliwskie ostrzelały polskie pododdziały. Przed zmrokiem z uwagi na zbliżanie się sowieckiej kawalerii, na rozkaz płk. Płonki, oddziały przerwały natarcie i pomaszerowały przez Krzemień i Zofiankę Dolną, Flisy do rejonu Domostawa, Momoty, gdzie dotarły  w późnych godzinach nocnych. Po drodze niektóre pododdziały osłonowe stoczyły potyczki z sowieckimi samochodami pancernymi. Ogółem grupa poniosła duże straty w poległych 41 żołnierzy i ok. 30 rannych. Zniszczono ok. 30 samochodów ciężarowych, zdobyto też znaczne ilości żywności, broń i amunicję, wzięto do niewoli 3 oficerów i 150 szeregowych z oddziałów niemieckich. Straże tylne z odwodu grupy pozostały w rejonie walk do świtu 30 września.     
Na wypoczynek oddziały Grupy „Chełm” zajęły wsie Graba, Mostki, Sokale, Majdan Golczański, Golce. Prowadzono rozpoznanie w kierunku Sanu, stwierdzając obronę na południowym brzegu rzeki oddziałów niemieckich. Podczas postoju do grupy dołączyła pozostałość Ośrodka Zapasowego Wielkopolskiej Brygady Kawalerii pod dowództwem rtm. Józefa Najnerta z ponad 300 kawalerzystami. W pobliżu rejonu postoju Grupy „Chełm” koncentrowały się pozostałe grupy po walkach w rejonie Janowa Lubelskiego, Szastarki i Polichna. Będące na postoju oddziały grupy prowadziły walki z podjazdami i patrolami sowieckiej kawalerii i samochodów pancernych. Po rozpoznaniu przez patrole i podjazdy stwierdzono, że dalszy marsz na południe w Karpaty jest  niemożliwy. Morale żołnierzy obniżyło się, a brak żywności i amunicji ogranicza możliwość dalszej walki. Do grup docierali parlamentariusze sowieccy i niemieccy, płk Tadeusz Zieleniewski podjął decyzję o pertraktacjach jako korzystniejszych ze stroną sowiecką. W nocy 30 września na 1 października w dowództwie sowieckiej 140 Dywizji Strzelców płk T. Zieleniewski podpisał kapitulację na akceptowalnych warunkach. Po powiadomieniu dowódców grup, w dniu 2 października rano miała Grupa „Chełm” złożyć broń w we wsi Andrzejówka. Część broni zakopano, utopiono lub zniszczono. Rozkazu o kapitulacji nie wykonali dowódcy, 12 i 15 kmc, 16, 19 i 25 kmk, którzy podjęli udaną próbę wyjścia z większością żołnierzy poza okrążenie lub żołnierzy podzielili na grupy i nakazali się przedzierać, za jeszcze niezbyt szczelne okrążenie wojsk sowieckich i niemieckich. Z innych oddziałów grupy, zbiegło wielu szeregowych i oficerów, którzy wydostali się poza rejon, gdzie oddziały skapitulowały.

## Organizacja i obsada personalna Grupy „Chełm”
Organizacja i obsada personalna Grupy „Chełm” (po 24 IX 1939)
Dowództwo
- dowódca – płk dypl. kaw. Władysław Płonka (22 puł.) † 1940 Charków
- zastępca dowódcy – ppłk kaw. Andrzej Kuczek (dowódca 12 puł.) † 1940
- adiutant grupy - rtm. Wincenty Wiesław Ośmiałowski[21]
- kwatermistrz - rtm. Leopold Letyński[22]
- lekarz weterynarii – kpt. lek. wet. Stefan Polankiewicz (22 puł.) †1940 Charków[23]
- lekarz weterynarii – ppor. lek. wet. Stefan Leśniak[c][26] (22 puł.)

Pułk Kawalerii ppłk. Feliksa Kopcia
- dowódca – ppłk Feliks Kopeć (dowódca 1 pkaw KOP)
- adiutant pułku - por. Stanisław Zygmunt Wysocki

kwatermistrz - rtm. Edward Zieliński
- pluton łączności 1 pułku kawalerii KOP – por. Jan Stanisław Kostka Mazur
- pluton przeciwpancerny 1 pułku kawalerii KOP – por. Franciszek Urbanowicz (jedna armata ppanc.).
- 1 szwadron 1 pkaw KOP połączony z resztkami 6 szwadronu – rtm. Marian Szalewicz
- 1 szwadron 22 puł – rtm. Czesław Florkowski
- 2 szwadron 22 puł – por. Kazimierz Józef Witold Łopuszański
- resztki 3 szwadronu 20 puł – rtm. Jan Ptak
- bateria tzw. „graniczna” (jako kawaleria) Ośrodka Zapasowego Artylerii Konnej nr 2 – por. Tadeusz Franciszek Jasiewicz
- resztki szwadronu kawalerii dywizyjnej 33 Dywizji Piechoty – rtm. Stanisław Kowalewski

Grupa (dywizjon) rtm. Franciszka Flatau
- dowódca grupy – rtm. Franciszek Flatau († 1940)
- 1 szwadron 1 pszw. – rtm. Ludwik Bieńkowski († 1940)
- 2 szwadron 1 pszw. – rtm. Franciszek Flatau
- 4 szwadron 1 pszw. – rtm. Roman Chruszczewski († 1940)
- pluton 12 p uł[7] -rtm. rez. Tadeusz Petrulewicz

Piechota (większość formacji stanowili saperzy spełniający rolę piechoty)
- batalion saperów z CWSap – mjr Wacław Plewako (2 armaty ppanc.)
  - zastępca dowódcy - kpt. Jan Teodor Strożak
  - dowódca 1 kompanii - por. Zdzisław Stanisław Castellaz
  - dowódca 2 kompanii - por. Piotr Tadeusz Cesarz
  - dowódca 3 kompanii - por. Antoni Józef Wroński
  - dowódca plutonu konnego zwiadowców - wachm. pchor. rez. Bronisław Zieliński
- batalion piechoty ppłk. Czesława Czajkowskiego (OZ 3 DP)[7](1 armata ppanc.)
- 12 kompania mostów ciężkich (spieszona) - por. Jerzy Łozina-Łoziński[7]
- 15 kompania mostów ciężkich (spieszona) - por. Aleksander Alojzy Piątkowski[7]
- 16 kompania mostów kolejowych (spieszona) – ppor. rez. inż. Henryk Janczewski (2 armaty ppanc.)
- część 25 kompanii mostów kolejowych (spieszona) – por. inż. Zbigniew Lewandowski
- dwie baterie artylerii lekkiej (I/54 pal - mjr Stanisław Milli?)[7]
- część 29 baplot. - ppor. Józef Rybołowicz (bez armat)[7]
- 503 pluton artylerii plot. (bez armat) - ppor. rez. Zygmunt Majewski[7]

Ośrodek Zapasowy Wielkopolskiej Brygady Kawalerii (szwadrony 15 puł., 17 puł., 7 psk, ckm) - rtm. Józef Najnert (od 30 IX)